# Grantley
Grantley – civil parish w Anglii, w North Yorkshire, w dystrykcie (unitary authority) North Yorkshire. W 2011 civil parish liczyła 269 mieszkańców. Grantley jest wspomniana w Domesday Book (1086) jako Grentelai/Grentelaia.